# العميد (مطروح)
قرية العميد هي إحدى القرى التابعة لمركز الحمام في محافظة مطروح في جمهورية مصر العربية. حسب إحصاءات سنة 2018، بلغ إجمالي السكان في العميد 3,422 نسمة، منهم 1,772 رجل و 1,650 امرأة.